# Kašpar Kaplíř ze Sulevic
Kašpar Kaplíř ze Sulevic (1535 – 21. června 1621, Praha) byl český rytíř, císařský rada a generál rakouské císařské armády. Za účast ve stavovském povstání byl 21. června 1621 na Staroměstském náměstí v Praze popraven jako nejstarší ze všech.

## Život

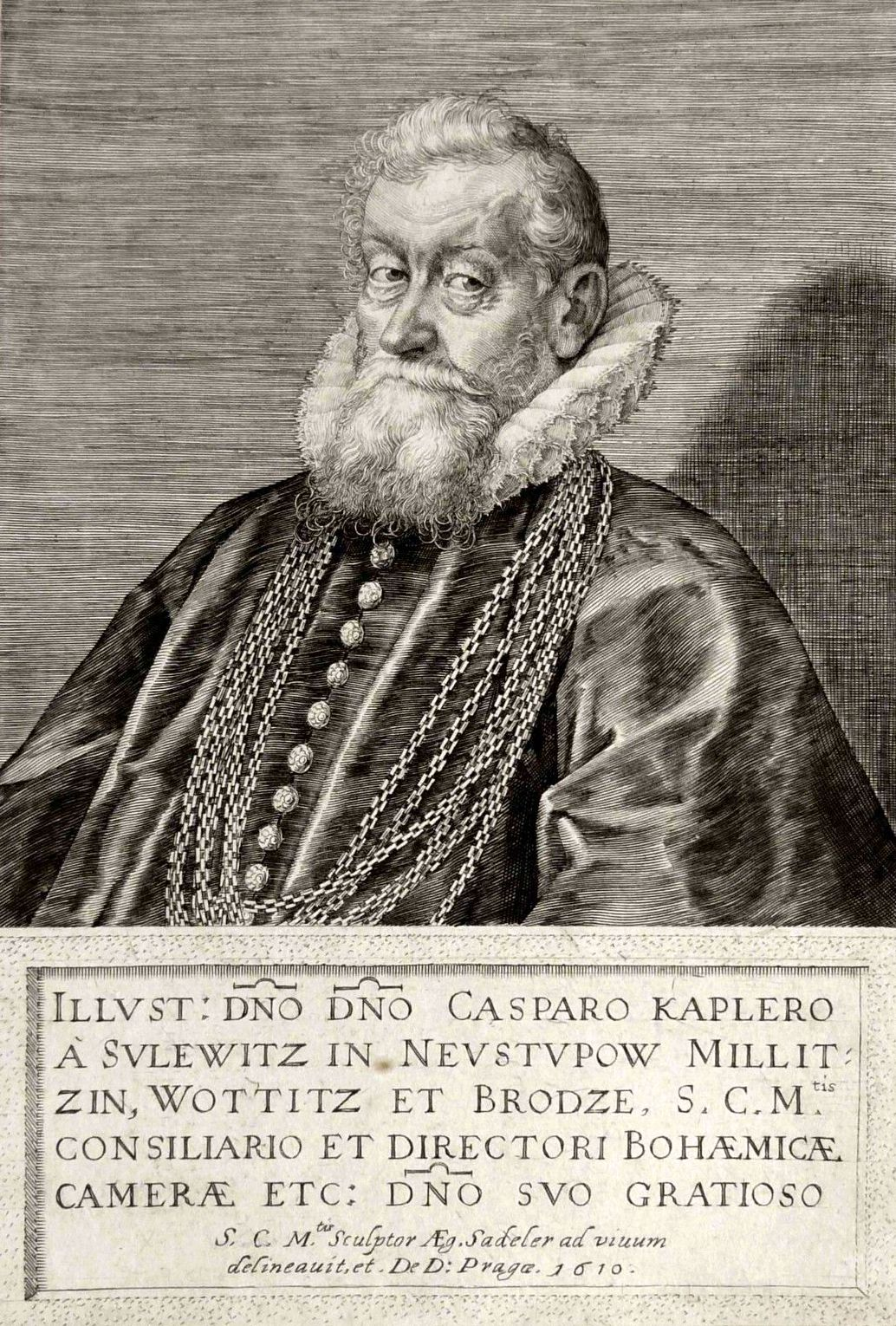
Kašpar Kaplíř (Aegidius Sadeler, 1610)

Pocházel z třebívlické pošlosti (větve) českého rytířského rodu. Narodil se roku 1535 jako syn Purkarta Kaplíře ze Sulevic a jeho manželky Alžběty ze Salhausenu. Byl po otci českobratrského vyznání. Zdědil a spravoval rodinná panství Neustupov, Miličín, Votice a Brodce. 
Na dvoře císařů Rudolfa II. a Matyáše působil jako císařský rada, v letech 1615–1619 byl purkrabím Hradeckého kraje. V roce 1616 byl jako nejvyšší zemský úředník aktivním účastníkem korunovace Anny Tyrolské na českou královnu. V průvodu kráčel vedle nejvyššího písaře Jana z Klenového a z Janovic († 1624), který přinášel královské žezlo.
| „ | Přijď štěstí, buď mým hostem. | “ |

Stejně jako jeho bratr Pavel[zdroj?] za stavovského povstání v letech 1618–1620 patřil k členům direktoria českých stavů. Jako generál dělostřelectva pod velením hraběte Thurna se účastnil v roce 1618 obléhání Vídně. Za vlády krále Fridricha Falckého přijal 6. listopadu 1619 úřad nejvyššího zemského písaře, který vykonával do 20. února 1621 , kdy byl ve svém pražském domě čp. 200/III U tří černých růží v Tomášské ulici na Malé Straně zajat císařskými vojáky a podle císařského listu Ferdinanda II. uvězněn v Bílé věži Pražského hradu. Z té doby pocházejí jeho vlastnoruční glosy v modlitební knížce o Poslední večeři Páně. Drážďanský tisk Jeronýma Šice z roku 1606 se dochoval ve Strahovské knihovně v Praze.

### Rodina
- manželka: Eva Radimská Vidláková ze Slavkova
- syn: Albrecht Kaplíř ze Sulevic († 1614 Neústupov)
- snacha: Magdaléna z Údrče
- vnuci: Oldřich Kaplíř ze Sulevic († 1653); Kašpar Zdeněk Kaplíř ze Sulevic (1611–1686)

### Exekuce
Mimořádný tribunál Kašpara Kaplíře odsoudil k popravě na Staroměstském náměstí spolu s dalšími českými pány. Čekalo se, že si podá žádost o milost a pravděpodobně by ji dostal vzhledem ke křesťanské ohleduplnosti ke stáří by mu trest asi zmírnili v doživotní žalář. Přesto se mu dostalo alespoň částečného omilostnění, nebyl rozčtvrcen. Byl nejstarší a na popraviště vešel jako první z rytířského stavu a jako čtvrtý v celkovém pořadí. Kat jeho hlavu s ostatními v koši vyvěsil na kůlu na Staroměstské mostecké věži, tělo bylo odvezeno do kostela v Miličíně. Vdova Magdaléna s dětmi přišla o veškerý majetek a podle některých pramenů musela žebrat.

### Hrobka
V roce 1921 byla komisionálně otevřena hrobka v Neustupovském kostele na Benešovsku a hledali zde jeho tělo, avšak marně.

## Komenský o smrti Kašpara Kaplíře
| „                                                | Když ho po vynešeném orteli smrti navštívil kněz Jan Rosacius, přivítal ho očima sic pláčtivýma, ale myslí veselou těmi slovy: Hle, já nebohý stařec, dávno jsem mého milého Pána Boha prosil, aby mi milostiv býti a mne s tímto světem rozloučiti ráčil. Ale nestalo se toho, nebo chtěl Pán Bůh, abych také v své starosti světu za divadlo, jemu pak za slávu byl a pro zastávání slávy a pravdy jeho tu smrt, kteráž (věřím jeho milosti Božské) drahá bude před obličejem jeho, abych podstoupil. Kterážto smrt, ač ovšem před světem bude potupná a ohavná, však před Bohem slavná.“ (...) Když tu něco kněz, jak naděje spasení nezáleží na samé dobře sebe svědomé mysli než obzvláštně na doufání skrze Krista Božímu milosrdenství, promluvil, vedl dále řeč pobožný stařec: „Vzkázala mi včera má strýna, chtěl-li bych u knížete Lichtenšteina milosti hledati, že by mi život byl darován, však tak, abych do smrti vězněn zůstal. Ale já jsem vzkázal, že já jim z takové milosti děkuju. Nebo kdy bych milosti hledal, dal bych se vinen, jako bych něco zlého učinil a té smrti hodně zasloužil; jakož pak nezasloužil jsem. Pověz tedy; že já milosti hledám a hledati budu u Boha, proti němuž jsem v životě svém v mnohém hřešil, proti knížeti pak v ničem. A byť i tak bylo, že bych v vězení živ býti mohl, mně však proměna ta byla by obtížná. Já zajisté jsa již shrbený stařec, dávno již syt jsem života toho. Nebo nemohu ani chuti pokrmu rozeznati, ani nápojem libým se občerstviti. K tomu, sedím-li dlouho, stýská mi se; ležeti těžko, choditi pak hned naprosto, leč od jiných veden jsa aneb na berličkách se odnesa, nemohu. I k čemuž jest mi takový život? A jestližeť já volný tento život tak těžce snáším, i jakž bych snášel vězení? Uchovejž tedy Bůh od svatého mučedlníků tovaryšstva odloučenu býti atd. | “ |
| — Historie o těžkých protivenstvích církve české | |   |